# Archéen
Stratigraphie
Hadéen Protérozoïque
Précambrien Précambrien
Paléogéographie et climat
L’Archéen est un éon de l’échelle des temps géologiques, subdivisé en quatre ères. Il suit l’Hadéen et précède le Protérozoïque, tous trois étant regroupés sous le vocable de Précambrien (les 86 premiers pour cent de l’existence de la Terre). Son origine, traditionnellement placée à −3 800 Ma, est aujourd'hui fixée à −4 000 Ma par la Commission internationale de stratigraphie. Cette date de début est définie de manière conventionnelle par l'âge de la plus ancienne formation géologique qui nous soit parvenue intact. C'est au cours   de cette période que la vie est apparue sur Terre sans qu'on en connaissance les origines précises. L'archéen s'achève lorsque la tectonique des plaques devient le processus dominant de la formation de la croûte terrestre.

## Étymologie
Le mot vient du grec ancien Ἀρχή (Arkhē), signifiant « commencement, origine ».

## Ères de l’Archéen
Les bornes des ères de l’Archéen, à l’exception de sa base, sont définies non pas par des stratotypes mais par des bornes chronologiques absolues. L’Archéen se décompose en quatre ères :
- l’Éoarchéen (de -4000 à -3600 Ma) : apparition supposée de microorganismes ;
- le Paléoarchéen (de -3600 à -3200 Ma) : la plus ancienne forme de vie connue (bactérie de 3,460 Ga d’âge) remonte à cette ère (voir Histoire évolutive du vivant);
- le Mésoarchéen (de -3200 à -2800 Ma) : existence avérée de stromatolithes ;
- le Néoarchéen (de -2800 à -2500 Ma).

## Éléments de connaissance
Bien que quelques fragments de roche plus anciens soient connus (datés de l’Hadéen), les premières formations rocheuses datent de cette époque. Ces formations se rencontrent au Groenland, dans le Bouclier canadien, au nord-ouest de l’Australie, au Brésil et en Afrique.
Au début de l’Archéen, l'énergie thermique délivrée par le Soleil était de 25 à 30 % moins importante (qu'à notre époque), mais le flux d'UV était probablement filtré par une couche d'ozone et de nuages moins dense (les aérosols issus des plantes et algues faisant défaut). Une étude sur un gisement de fer rubané montre que l'atmosphère terrestre contenait beaucoup plus de gaz à effet de serre qu'aujourd'hui (avec une concentration en CO2 trois fois supérieure) et montre qu'il y avait une quasi-absence de terres émergées (à l'albédo plus élevé) ; tout cela maintenait la température supérieure à celle de la congélation de l'eau, ce qui rendait les conditions environnementales favorables à l'apparition de la vie.
De plus, le flux thermique issu de la Terre elle-même est supposé avoir été, à cette époque, au moins le triple de la valeur actuelle et fut sans doute encore le double au début du Protérozoïque. La chaleur excédentaire a pu provenir du reste de la chaleur dégagée lors de l’accrétion de la Terre, (donc aussi) de la chaleur produite par la formation du noyau ferreux, et bien sûr, celle produite par la décroissance radioactive des différents isotopes radioactifs, comme l'uranium 238, l'uranium 235, le thorium 232, le potassium 40, alors présents en plus grandes quantités qu'actuellement (voire plusieurs fois plus abondants pour les isotopes uranium 235 et potassium 40).
Les roches de cet éon sont des roches métamorphiques ou des roches magmatiques, la majorité de ces dernières sont des roches plutoniques. L’activité volcanique était nettement plus importante que de nos jours, avec de nombreux points chauds, rifts et des éruptions de laves inhabituelles telles que de la komatiite. Les roches plutoniques, des strates et de masses volumineuses, de granites, de diorites, des intrusions de roche ultramafique dans des roches mafiques, des anorthosites et des monzonites prédominent dans les cratons cristallins rémanents de la croûte archéenne, qui existent encore de nos jours.
Le modèle de tectonique des plaques de l’Archéen ne fait pas consensus chez les géophysiciens, un modèle propose une tectonique substantiellement différente de celle de nos jours, avec des plaques plus petites et plus nombreuses et une croûte océanique (lithosphère océanique) recyclée plus rapidement, il n’existe pas de grands continents, les petits protocontinents sont probablement la norme. Ces continents felsiques se forment au niveau des points chauds plutôt qu’au niveau des zones de subduction à partir d’une variété de source : différenciation de roches mafiques qui produisent des roches felsiques, magma mafique qui force la fusion de roche felsique et provoque la granitisation de roches intermédiaires, fonte partielle de roche mafique et métamorphisme de sédiments felsiques rocheux. Ces fragments de continents ont pu disparaître si leur densité était trop élevée pour éviter leur destruction dans les zones de subduction ou leur délamination.
Une autre explication pour l’absence de roches de plus de 3,8 milliards d’années est donnée par la collision de la Terre et d’un grand nombre de météorites ou de comètes entre 4,1 et 3,8 milliards d’années durant le grand bombardement tardif. Des impacteurs suffisamment volumineux ont ainsi pu faire disparaitre toute trace de roches antérieures.

## Paléoclimatologie
L’eau sous forme liquide est présente, les océans ont probablement fini de se former durant l’Hadéen. L'atmosphère de l'Archéen ne contient apparemment pas ou très peu d'oxygène libre. Elle est généralement considérée comme moyennement réductrice (dioxyde de carbone CO2, azote N2). Des modèles plus anciens considéraient une atmosphère plus fortement réductrice (méthane CH4, ammoniac NH3) et il est bien possible, au vu des dernières péripéties du paradoxe température-pression (cf. ci-dessous), qu'on en revienne à une concentration importante en méthane.
On a longtemps cru que la pression atmosphérique était élevée à l'Archéen (quelques atm). Mais en 2012, la mesure des petits cratères générés par l'impact des gouttes de pluie sur un tuf vieux de 2,7 Ga montre que la pression était alors comprise entre 0,52  et   1,1 atm. Et en 2016, la comparaison, en fonction de la profondeur, du volume des bulles piégées dans une coulée de lave datant de 2,74 Ga établit la pression au-dessus de la coulée à 0,23 ± 0,23 atm, donc moins de 0,5 atm.
À l'Archéen la température est supérieure à celle d’aujourd'hui : 40  à   85 °C selon la plupart des modèles, quoiqu'une température plus tempérée ne soit pas complètement exclue. Cette température élevée est paradoxale, car les modèles d'évolution stellaire indiquent que le Soleil était de 25 à 30 % moins lumineux qu'aujourd'hui. La différence est sans doute compensée par la présence de gaz à effet de serre plus efficaces (de plus grande pression partielle) et/ou par l'absence de nuages réfléchissants (donc un albédo plus bas). Le paradoxe semblait facile à résoudre tant que l'on considérait la pression archéenne comme élevée, mais les derniers résultats relancent la question.

## Paléoécologie

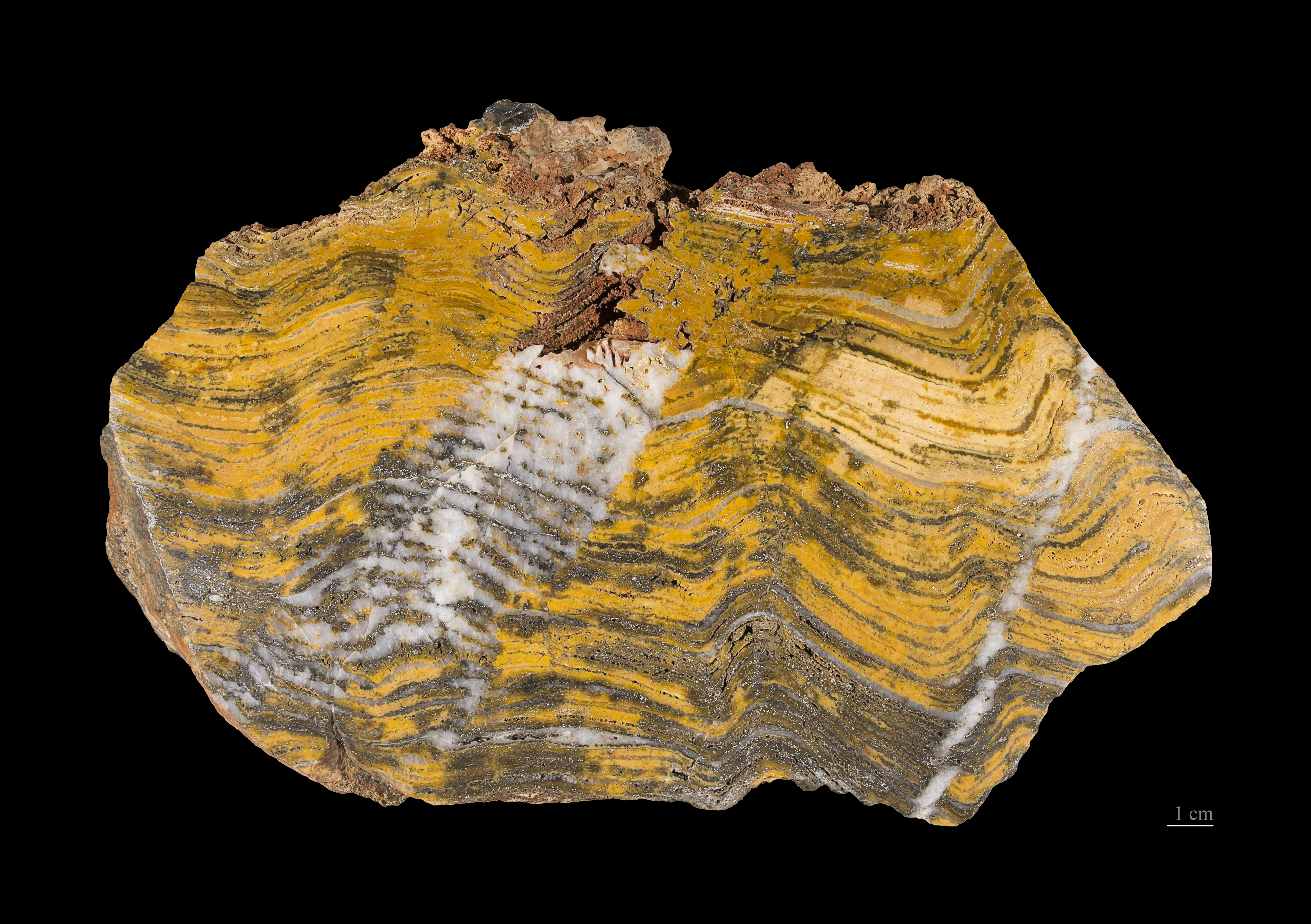
Stromatolithes du craton de Pilbara, au nord-ouest de l’Australie (muséum de Toulouse).

Une vie anaérobie est présente et évolue durant tout l'archéen (« expansion archéenne »). Elle était réduite à des formes unicellulaires procaryotes. C'est pendant cette période qu'est apparu LUCA (divergence du vivant vers les lignées des bactéries et des archées). Des fossiles de stromatolithes (produits par des tapis microbiens), ont été datés de 3,5 Ga en Australie et de 3,7 Ga au Groenland mais ce dernier résultat a été invalidé en 2018. On a aussi trouvé des traces de la présence d'archées. Cette période se termine avec le Protérozoïque qui verra apparaître de très nombreuses nouvelles espèces, dans une atmosphère plus riche en oxygène.
La vie de cette époque a laissé peu de traces (organismes unicellulaires), mais leur empreinte ADN persiste chez les organismes actuels : des généticiens du Massachusetts Institute of Technology publient en 2010 dans Nature leur étude sur le génome de 100 espèces et leurs 4 000 gènes par un modèle mathématique de macroévolution. L'expansion archéenne voit apparaître 27 % des gènes actuels, notamment ceux codant les protéines de la voie du transport membranaire des électrons, protéines impliquées dans la photosynthèse et aboutissant à la Grande Oxydation à la fin de l'Archéen.